# Republique (album)
Republique – płyta Kwartetu Śląskiego, na której zawarte są piosenki Grzegorza Ciechowskiego w aranżacji Stefana Sandeckiego. Album został wydany w 2005 roku przez EMI.
Nagrania odbyły się w Kościele Nawiedzenia NMP w Warszawie w sierpniu 2005.
Płyta otrzymała nagrodę specjalną miesięcznika HI FI i Muzyka za jakość realizacji oraz nominację do Fryderyka 2005 w kategorii Album Roku Muzyka Kameralna. 10 maja 2006 roku album zdobył w Polsce status złotej płyty.

## Lista utworów
1. Tak tak... to ja – 3:45
2. Nie pytaj o Polskę – 4:47
3. Sexy Doll – 4:50
4. Biała flaga – 3:44
5. Mamona – 2:36
6. Kombinat – 3:31
7. Paryż Moskwa 17.15 – 4:16
8. Telefony – 2:23
9. Nowe Sytuacje – 4:50
10. Gadające Głowy – 4:15
11. Masakra – 4:32
12. Moja Krew – 5:11

## Twórcy
- Grzegorz Ciechowski – muzyka
- Zbigniew Krzywański – muzyka
- Stefan Sendecki – aranżacja i opracowanie
- Kwartet Śląski
  - Szymon Krzeszowiec – skrzypce I
  - Arkadiusz Kubica – skrzypce II
  - Łukasz Synrnicki – altówka
  - Piotr Janosik – wiolonczela
- Paweł Potoroczyn – producent
- Andrzej Lipiński – reżyseria dźwięku
- Mariusz Wilczyński – rysunek na okładce